# Nyctalus lasiopterus
Nyctalus lasiopterus је врста слепог миша из породице вечерњака (лат. Vespertilionidae).

## Распрострањење
Врста има станиште у Азербејџану, Белорусији, Бугарској, Гибралтару, Грузији, Грчкој, Ирану, Италији, Казахстану, Либији, Мађарској, Македонији, Мароку, Молдавији, Монаку, Немачкој, Пољској, Португалу, Румунији, Русији, Словачкој, Словенији, Туркменистану, Турској, Украјини, Француској, Хрватској, Чешкој, Швајцарској и Шпанији.

## Станиште
Врста Nyctalus lasiopterus има станиште на копну.

## Угроженост
Ова врста је на нижем степену опасности од изумирања, и сматра се скоро угроженим таксоном.

### Популациони тренд
Популација ове врсте се смањује, судећи по расположивим подацима.